# Zmarli w maju 2019

## Maj 2019
- 31 maja
  - Roky Erickson – amerykański wokalista, gitarzysta i kompozytor, członek zespołu 13th Floor Elevators[1]
  - Marian Furman – polski specjalista w zakresie chirurgii klatki piersiowej, prof. dr hab. n. med.[2]
  - Witold Ramotowski – polski lekarz ortopeda, profesor nauk medycznych[3]
  - Krzysztof Wojciewski – polski fotograf[4]
- 30 maja
  - Milan Blažeković – chorwacki reżyser, twórca filmów animowanych[5]
  - Michel Canac – francuski narciarz alpejski[6]
  - Thad Cochran – amerykański polityk[7]
  - Petrit Imami – albański pisarz i dramaturg[8]
  - Eryk Jankowski – polski uczestnik II wojny światowej, pułkownik WP w stanie spoczynku, kawaler Krzyża Srebrnego Virtuti Militari[9][10]
  - Frank Lucas – amerykański gangster, handlarz narkotyków[11]
  - Leon Redbone – amerykański piosenkarz, kompozytor, gitarzysta, aktor[12]
  - Diogo Reesink – holenderski duchowny katolicki, biskup[13]
  - Giuseppe Sandri – włoski duchowny katolicki, biskup[14]
  - Andrzej Sas-Uhrynowski – polski specjalista geodezji i kartografii, prof. dr hab. inż.[15][16]
  - Ante Sirković – chorwacki piłkarz[17]
- 29 maja
  - Carmine Caridi – amerykański aktor[18]
  - Alberto Destrieri – włoski aktor[19]
  - Mirosław Dymczak – polski dziennikarz[20]
  - Tony Glover – amerykański muzyk bluesowy[21]
  - Barbara Kryda-Maciejewska – polska artystka baletowa[22]
  - Czesław Pawelec – polski dziennikarz, podpułkownik WP[23]
  - Bayram Şit – turecki zapaśnik, mistrz olimpijski (1952)[24]
  - Michael Spicer – brytyjski polityk[25]
  - Peggy Stewart – amerykańska aktorka[26]
  - Jiří Stránský – czeski pisarz i scenarzysta, więzień polityczny[27]
  - Jerzy Tatarak – polski saksofonista i klarnecista jazzowy[28]
- 28 maja
  - Willie Ford – amerykański wokalista soulowy[29]
  - Muhammad Tholchah Hasan – indonezyjski duchowny i polityk, minister wyznań (1999–2001)[30]
  - Jean Juventin – francuski polityk[31]
  - Stanisław Łukasiewicz – polski specjalista w zakresie wytrzymałości materiałów, prof. dr hab.[32]
  - Apolo Nsibambi – ugandyjski polityk, premier Ugandy w latach 1999–2011[33]
  - Louis Levi Oakes – amerykański szyfrant z plemienia Mohawków[34][35]
  - Włodzimierz Ptak – polski immunolog i mikrobiolog, członek Polskiej Akademii Nauk[36]
  - Edward Seaga – jamajski polityk, premier Jamajki w latach 1980–1989[37]
  - Petr Sgall – czeski lingwista[38]
  - Bartek Wasylkowski – polski muzyk i wokalista, członek zespołu Gribojedow[39]
- 27 maja
  - Kevin Joseph Aje – nigeryjski duchowny katolicki, biskup[40]
  - Bill Buckner – amerykański baseballista[41]
  - Veeru Devgan – indyjski aktor, kaskader i reżyser filmowy[42]
  - Gabriel Diniz – brazylijski piosenkarz i kompozytor[43]
  - Gamini Hettiarachchi – lankijski aktor[44]
  - Tony Horwitz – amerykański pisarz i dziennikarz[45]
  - Petru Kerare – mołdawski poeta, pisarz i dramaturg[46]
  - Jan Kuś – polski uczestnik II wojny światowej wyróżniony tytułem Sprawiedliwy Wśród Narodów Świata[47]
  - Waldemar Przytuła – polski piłkarz[48]
  - Eugeniusz Rusiński – polski specjalista w zakresie budowy i eksploatacji maszyn, prof. dr hab. inż.[49]
  - Witold Stankiewicz – polski historyk i bibliotekarz, prof. dr hab.[50]
  - François Weyergans – belgijski pisarz i reżyser filmowy[51]
- 26 maja
  - Nina Baryłko-Pikielna − polska specjalistka w dziedzinie badań jakości artykułów żywnościowych[52][53]
  - Harry Hood – szkocki piłkarz i trener piłkarski[54]
  - Eşref Kolçak – turecki aktor[55]
  - Rafael Safarow – rosyjski piłkarz i trener piłkarski[56]
  - Bart Starr – amerykański futbolista[57]
  - Stephen Thorne – brytyjski aktor[58]
  - Prem Tinsulanonda – tajski wojskowy i polityk, od 13 października do 1 grudnia 2016 pełnił obowiązki głowy państwa jako regent Tajlandii[59]
- 25 maja
  - Joseph Galante – amerykański duchowny katolicki, biskup[60]
  - Oleg Gołowanow – rosyjski wioślarz, mistrz olimpijski[61]
  - Dmytro Kremin – ukraiński pisarz i publicysta[62]
  - Karel Masopust – czeski hokeista, medalista olimpijski[63]
  - Zygmunt Matuszak – polski historyk wojskowości, prof. zw. dr hab.[64]
  - Sergio Perroni – włoski pisarz[65]
  - Nicolae Pescaru – rumuński piłkarz[66]
  - Władysław Sokalski – polski aktor[67]
- 24 maja
  - Jaroslav Erik Frič – czeski poeta, muzyk, wydawca, publicysta, organizator festiwali kultury podziemnej[68]
  - Otmar Gedliczka – polski specjalista w zakresie chirurgii ogólnej, prof. dr hab.[69][70]
  - Murray Gell-Mann – amerykański fizyk teoretyk, laureat Nagrody Nobla w dziedzinie fizyki z 1969 roku[71]
  - Anthony Graziano – amerykański przestępca, consigliere rodziny Bonanno[72][73]
  - Jan Guz – polski działacz związkowy, przewodniczący  Ogólnopolskiego Porozumienia Związków Zawodowych[74]
  - Pierre Hatet – francuski aktor[75]
  - Manuel Pazos – hiszpański piłkarz[76]
  - Hugolino Cerasuolo Stacey – ekwadorski duchowny katolicki, biskup[77]
  - Tadeusz Szybowski – polski aktor[78][79]
  - Dušica Žegarac – serbska aktorka[80]
- 23 maja
  - Joseph Devine – szkocki duchowny katolicki, biskup[81]
  - Bondan Gunawan – indonezyjski polityk, minister stanu (2000)[82]
  - Andrzej Haniaczyk – polski muzyk, laureat Nagrody im. Oskara Kolberga[83][84]
  - Robert Joe Long – amerykański seryjny morderca, gwałciciel[85]
  - Jan Rek – polski sędzia i działacz siatkarski[86]
  - Zlatko Škorić – chorwacki piłkarz[87]
  - Wim Woudsma – holenderski piłkarz[88]
  - Tadeusz Wyrwa-Krzyżański – polski poeta i grafik[89]
- 22 maja
  - Joar Hoff – norweski piłkarz i trener[90]
  - Judith Kerr – brytyjska pisarka, pochodzenia niemieckiego[91]
  - Andrzej Kryszewski – polski specjalista w zakresie chorób wewnętrznych i gastroenterologii, prof. dr hab.[92][93]
  - Rik Kuypers – belgijski reżyser filmowy[94]
  - Zygmunt Lisicki – polski chemik, prof. dr hab.[95][96]
  - Dušan Mitana – słowacki pisarz, dramaturg i scenarzysta[97]
  - Eduard Punset – hiszpański ekonomista, polityk, minister, eurodeputowany[98]
  - Mustafa Smajlović – bośniacki pisarz i poeta[99]
  - Ahmad Shah – sułtan stanu Pahang w latach 1974–2019, król Malezji w latach 1979–1984[100]
  - Rafał Urbacki – polski reżyser teatralny, choreograf krytyczny[101]
- 21 maja
  - Andrzej Stanisław Barczak – polski ekonomista, prof. dr hab., wykładowca Uniwersytetu Ekonomicznego w Katowicach[102]
  - Lawrence Caroll – amerykański malarz, pochodzenia australijskiego[103]
  - Henryk Lulewicz – polski historyk, badacz dziejów Litwy, prof. dr hab.[104]
  - Walentyna Mikołajczyk-Trzcińska – polska tłumaczka literatury rosyjskiej, dziennikarka, krytyk teatralny[105][106][107]
  - Bogusław Pasternak – polski poeta, prozaik, publicysta, animator życia kulturalnego[108]
  - Józef Poklewski-Koziełł – polski historyk sztuki, doktor habilitowany, profesor Uniwersytetu Mikołaja Kopernika w Toruniu[109]
  - Glauco Sansovini – sanmaryński polityk, kapitan regent San Marino[110]
  - Rosław Szaybo – polski fotograf, plakacista, projektant okładek, płyt i książek[111]
  - Binyavanga Wainaina – kenijski pisarz i dziennikarz[112]
- 20 maja
  - Andrew Hall – angielski aktor i reżyser[113]
  - Bogdan Jankowski – polski taternik i alpinista, instruktor alpinizmu[114]
  - Niki Lauda – austriacki kierowca wyścigowy[115]
  - Miguel Montes – hiszpański piłkarz i trener piłkarski[116]
  - John Moore – brytyjski polityk, minister[117]
  - Mieczysław Rodziewicz – polski archeolog, doktor habilitowany, profesor Uniwersytetu Gdańskiego[118]
  - Stanisław Torecki – polski inżynier, profesor nauk technicznych, nauczyciel akademicki Wojskowej Akademii Technicznej im. Jarosława Dąbrowskiego w Warszawie[119][120]
  - Ronnie Virgets – amerykański pisarz i dziennikarz[121]
- 19 maja
  - Bolesława Arabska-Przedpełska – polski stomatolog, prof. dr hab. n. med.[122]
  - Jan Bagiński – polski duchowny rzymskokatolicki, biskup pomocniczy opolski[123]
  - Amédée Grab – szwajcarski duchowny rzymskokatolicki, biskup[124]
  - Kazimiera Gromysz-Kałkowska – polski specjalista w zakresie etologii i fizjologii zwierząt, prof. dr hab.[125][126]
  - Alfred Janson – norweski kompozytor i pianista[127]
  - Bogdan Konopka – polski fotograf[128]
  - Gustaw Kulasek – polski weterynarz, prof. dr hab.[129][130]
  - Edmund Nawrocki – polski nauczyciel, regionalista i publicysta[131][132]
  - Ignacy Pardyka – polski elektronik, informatyk i nauczyciel akademicki, wojewoda kielecki[133]
  - Patrick Wedd – kanadyjski organista, kompozytor, dyrygent chóru[134]
- 18 maja
  - Manfred Burgsmüller – niemiecki piłkarz[135]
  - Melvin Edmonds – amerykański piosenkarz R&B[136]
  - Analía Gadé – argentyńska aktorka[137]
  - Jürgen Kißner – niemiecki kolarz torowy[138]
  - Quentin Pongia – nowozelandzki rugbysta[139]
  - Justin Ponsor – amerykański kolorysta[140][141]
  - Sammy Shore – amerykański aktor i komik[142]
- 17 maja
  - Paulius Antanas Baltakis – litewski duchowny katolicki, biskup[143]
  - Jolanta Borysiuk – polska fizyk, doktor habilitowana nauk fizycznych, pracownik Uniwersytetu Warszawskiego[144]
  - Peter Dahl – szwedzki malarz, pochodzenia norweskiego[145]
  - Luz Kerz – argentyńska aktorka[146]
  - Władysław Lewicki – polski farmaceuta, kawaler orderów[147]
  - Eric Moore – amerykański wokalista i gitarzysta, członek zespołu The Godz[148]
  - Czesława Mykita-Glensk – polski teatrolog[149]
  - Wałentyn Sapronow – ukraiński piłkarz i trener piłkarski[150]
  - Zygmunt Traczyk – polski dziennikarz i publicysta, pułkownik WP w stanie spoczynku, kawaler orderów[151][152]
  - Herman Wouk – amerykański pisarz[153]
- 16 maja
  - Jean-Pierre Grafé – belgijski polityk i prawnik, minister ds. Walonii (1973–1974), minister w rządach walońskim i wspólnoty francuskiej[154]
  - Bob Hawke – australijski polityk, premier w latach 1983–1991[155]
  - Tohir Malik – uzbecki pisarz[156]
  - Emmanuel Mapunda – tanzański duchowny katolicki, biskup[157]
  - Peer Mascini – holenderski aktor[158]
  - Ashley Massaro – amerykańska modelka i wrestlerka[159]
  - Mick Micheyl – francuska aktorka i piosenkarka[160]
  - Jamil Naqsh – pakistański malarz[161]
  - Ieoh Ming Pei – amerykański architekt pochodzenia chińskiego[162]
- 15 maja
  - Chuck Barksdale – amerykański piosenkarz R&B[163]
  - Jan Cimanowski – polski naukowiec, profesor ogrodnictwa, senator IV kadencji[164]
  - Jan Dowgiałło – polski hydrogeolog, profesor, w latach 1990–1993 ambasador RP w Izraelu[165]
  - Wiglaf Droste – niemiecki pisarz i satyryk[166][167]
  - Mihailo Janketić – serbski aktor[168]
  - Juan Antonio Menéndez Fernández – hiszpański duchowny katolicki, biskup[169]
  - Gabriel Mmole – tanzański duchowny katolicki, biskup[170]
  - Krzysztof Rasek – polski piłkarz[171]
  - Jan Tacikowski – polski specjalista inżynierii materiałowej, prof. dr inż.[172][173]
  - Michalakis Zampelas – cypryjski polityk[174]
- 14 maja
  - Urbano José Allgayer – brazylijski duchowny katolicki, biskup[175]
  - Tim Conway – amerykański aktor[176]
  - Stanisław Długosz – polski polityk, doktor nauk ekonomicznych, podsekretarz stanu[177]
  - Andrzej Korczak – polski specjalista w dziedzinie budowy i eksploatacji maszyn, dr hab. inż.[178][179]
  - Zygmunt Kruszyński – polski samorządowiec i nauczyciel, starosta grajewski (2016–2018)[180]
  - Akira Kurosaki – japoński drzeworytnik[181][182]
  - Sven Lindqvist – szwedzki dziennikarz[183]
  - Mike Mollensiep – niemiecki piłkarz[184]
  - Étienne Perruchon – francuski kompozytor[185]
  - Alice Rivlin – amerykańska ekonomistka[186]
  - Nobuo Sekine – japoński rzeźbiarz[187]
  - Andrzej Siwiec – polski urzędnik, kawaler orderów[188]
  - Olgierd Wacławik – polski działacz turystyczny, kawaler orderu[189]
  - Reinhold Wietkamp – niemiecki społecznik, działacz na rzecz pojednania niemiecko-polskiego, Honorowy Obywatel Miasta Chojnice[190]
- 13 maja
  - Doris Day – amerykańska aktorka i piosenkarka[191][192]
  - Samuel Eugenio – peruwiański piłkarz i trener piłkarski[193]
  - Isaac Kappy – amerykański aktor[194]
  - Jerzy Marszałkowicz – polski duchowny katolicki, jeden z założycieli Towarzystwa Pomocy im. św. Brata Alberta[195]
  - Ewa Najwer – polska poetka, prozaik, krytyk literacki[196]
  - Stanisław Niemczyk – polski architekt[197]
  - Stefan Pajda – polski uczestnik podziemia niepodległościowego w czasie II wojny światowej oraz powojennego podziemia antykomunistycznego, kawaler orderów[198]
  - Behnam Safavi – irański piosenkarz[199]
  - Nebojša Vučković – serbski piłkarz i trener piłkarski[200]
- 12 maja
  - Hansjörg Eichmeyer – austriacki teolog ewangelicki[201]
  - Leszek Gaj – polski piłkarz[202]
  - Dale Greig – szkocka lekkoatletka, długodystansowiec[203]
  - Kłara Gusiewa – rosyjska łyżwiarka szybka, mistrzyni olimpijska (1960)[204]
  - Anatolij Jonow – radziecki hokeista, mistrz olimpijski (1968)[205]
  - Czesław Kurzajewski – polski dziennikarz i polityk, poseł na Sejm X kadencji[206]
  - Machiko Kyō – japońska aktorka[207]
  - Wiktor Manakow – radziecki kolarz, mistrz olimpijski (1980)[208]
  - Mariusz Pęgielski – polski rzeźbiarz, malarz, rysownik i fotograf[209][210]
  - Nasr Allah Butrus Sufajr – libański duchowny katolicki, patriarcha, kardynał biskup[211][212]
  - Éva Vass – węgierska aktorka[213]
- 11 maja
  - James Arkatov – amerykański wiolonczelista, założyciel Los Angeles Chamber Orchestra[214]
  - Jean-Claude Brisseau – francuski reżyser[215]
  - Józef Bułatowicz – polski pedagog, poeta i aforysta[216][217]
  - Gianni De Michelis – włoski polityk, minister spraw zagranicznych (1989–1992)[218]
  - Jon Gittens – angielski piłkarz[219]
  - Harold Lederman – amerykański sędzia bokserski[220]
  - Peggy Lipton – amerykańska aktorka[221]
  - Pua Magasiva – nowozelandzki aktor[222]
  - Lucio Mauro – brazylijski aktor i komik[223]
  - Silver King (Cesar Barron) – meksykański zawodnik lucha libre i aktor[224]
  - Milenko Stojičić – serbski pisarz i dziennikarz[225]
  - Eddie Ugbomah – nigeryjski reżyser i aktor[226]
  - Sol Yaged – amerykański klarnecista jazzowy[227]
- 10 maja
  - John P. Birkelund – amerykański finansista i działacz społeczny[228][229]
  - Frederick Brownwell – południowoafrykański heraldyk i weksylolog, projektant flagi RPA oraz flagi i godła Namibii[230]
  - Bert Cooper – amerykański bokser[231][232]
  - Thoppil Mohamed Meeran – indyjski i tamilski pisarz[233]
  - Domenico Padovano – włoski duchowny katolicki, biskup[234]
  - Alfredo Pérez Rubalcaba – hiszpański chemik, polityk, minister, wicepremier[235]
  - Paul-Werner Scheele – niemiecki duchowny katolicki, biskup[236]
  - Władimir Tarasow – rosyjski aktor[237]
  - Nikołaj Tarchanow – rosyjski reżyser[238]
- 9 maja
  - David Arias – hiszpański duchowny katolicki, biskup[239]
  - Malcolm Black – nowozelandzki muzyk[240][241]
  - Sergiej Dorenko – rosyjski dziennikarz[242]
  - Clement Von Franckenstein – amerykański aktor[243]
  - Roman Kaliszan – polski farmaceuta, rektor Gdańskiego Uniwersytetu Medycznego[244]
  - Nelli Kornijenko – rosyjska aktorka[245]
  - Arif Melikow – azerski kompozytor[246]
  - Allene Roberts – amerykańska aktorka[247]
  - Alvin Sargent – amerykański scenarzysta, dwukrotny zdobywca Oscara[248]
  - Leon Stobiecki – polski działacz opozycji w okresie PRL, kawaler orderów[249]
  - Micky Steele-Bodger – angielski rugbysta[250]
  - Marek Truszczyński – polski duchowny katolicki i historyk, dr hab.[251]
  - Dan van der Vat – holenderski dziennikarz i pisarz[252]
  - Janusz Żarnowski – polski historyk, prof. dr hab.[253]
- 8 maja
  - Lucjan Adamczuk – polski ekonomista i statystyk[254][255][256]
  - Segundo Bautista – ekwadorski kompozytor[257]
  - Sprent Dabwido – nauruański polityk i były sztangista, prezydent Nauru (2011–2013)[258]
  - Antoine Koné – duchowny katolicki z Wybrzeża Kości Słoniowej, biskup[259]
  - Jewgienij Kryłatow – rosyjski kompozytor[260]
  - Stanisław Moskal – polski pisarz i naukowiec[261]
  - Predrag Denja Perović – serbski aktor[262]
  - Zofia Pociłowska-Kann – polska rzeźbiarka[263][264]
  - Zbigniew Rudziński – polski kompozytor[265]
  - Andrzej Tanaś – polski żużlowiec i trener[266]
  - Władimir Trendafiłow – bułgarski poeta, tłumacz i krytyk literacki[267]
- 7 maja
  - Jerónimo Bello – argentyński rugbysta[268]
  - Seamus Close – brytyjski polityk[269]
  - Pedro Gamarro – wenezuelski bokser, medalista olimpijski (1976)[270]
  - Georg Katzer – niemiecki kompozytor[271]
  - Václav Postránecký – czeski aktor[272]
  - Ilona Rafalska – polska urzędniczka samorządowa, radna sejmiku łódzkiego (2010–2019)[273]
  - Wolfgang Rümmele – austriacki polityk[274]
  - Adam Svoboda – czeski hokeista, mistrz świata[275]
  - Jean Vanier – kanadyjski działacz katolicki, jeden z założycieli L’Arche i ruchu Wiara i Światło[276]
  - Michael Wessing – niemiecki lekkoatleta, oszczepnik[277]
  - Iwona Wojciechowska – polska skrzypaczka, prof. dr hab.[278]
- 6 maja
  - Pekka Airaksinen – fiński kompozytor i muzyk[279]
  - Max Azria – tunezyjski projektant i przedsiębiorca[280]
  - Jürgen Bräuninger – południowoafrykański kompozytor[281]
  - Gjermund Eggen – norweski biegacz narciarski, mistrz świata (1966)[282]
  - Andrés Junquera – hiszpański piłkarz[283]
  - John Lukacs – amerykański historyk, pochodzenia węgierskiego[284]
  - Kip Niven – amerykański aktor i reżyser[285]
  - Jadwiga Nowicka – polski hematolog, dr hab. n. med.[286][287]
  - Pierre Riché – francuski historyk[288]
- 5 maja
  - Paco Cabasés – argentyński piłkarz[289]
  - Philippe Carrese – francuski pisarz[290]
  - Shih Chi-yang – tajwański polityk, wicepremier (1988–1993)[291]
  - Ingomar von Kieseritzky(inne języki) – niemiecki pisarz[292]
  - Norma Miller – amerykańska tancerka i choreograf[293]
  - Kadir Mısıroğlu – turecki pisarz, prawnik i dziennikarz[294]
  - Celil Oker – turecki pisarz[295]
  - Barbara Perry – amerykańska aktorka i tancerka[296]
  - Dragutin Rosandić – chorwacki językoznawca[297]
  - Leszek Woźniak – polski lekarz, profesor nauk medycznych, onkolog, patomorfolog i dermatolog, rektor Akademii Medycznej w Łodzi w latach 1981–1987[298]
- 4 maja
  - Graciela Araujo – argentyńska aktorka[299]
  - Solo Cissokho – senegalski muzyk jazzowy[300]
  - Leonora Elinska – rosyjska tancerka[301]
  - Krasimira Gogowa – bułgarska koszykarka i trenerka[302]
  - Terje Moe Gustavsen – norweski polityk, minister transportu i komunikacji (2000–2001)[303]
  - Dominique Lawalrée – belgijski kompozytor[304][305]
  - Henryk Leśniowski – polski dziennikarz i publicysta[306]
  - Adam Neat (Adam Sky) – australijski DJ i producent muzyczny[307]
  - Prospero Nograles – filipiński polityk[308]
  - Tasos Pezirkianidis – grecki aktor[309]
- 3 maja
  - Margret Birkenfeld – niemiecka kompozytorka i skrzypaczka[310]
  - Kjell Grandhagen – norweski generał, od 2009 szef Narodowej Służby Wywiadu[311]
  - Zdzisław Greffling – polski działacz społeczny i kombatancki, kawaler orderów[312]
  - Anna Hummel – polski paleobotanik[313]
  - Antoni Jarosz – polski ekonomista, nauczyciel akademicki, profesor doktor habilitowany nauk ekonomicznych[314][315]
  - Chuck Kinder – amerykański pisarz[316]
  - Emilie Lennert – grenlandzka polityk[317]
  - Maciej Jerzy Serwański – polski historyk, prof. dr hab.[318]
  - Antoni Połowniak – polski polityk, poseł na sejm PRL, wojewoda kielecki[319]
  - Mose Se Sengo – kongijski kompozytor i gitarzysta[320]
  - Gorō Shimura – japoński matematyk[321]
  - Frits Soetekouw – holenderski piłkarz, reprezentant kraju[322]
  - Irene Sutcliffe – angielska aktorka[323]
  - Czesław Wierzbicki – polski duchowny rzymskokatolicki, uczestnik II wojny światowej, kawaler orderów[324]
- 2 maja
  - Roland Aboujaoudé – libański duchowny katolicki, biskup[325]
  - Michel Crauste – francuski rugbysta, reprezentant kraju[326]
  - Fatimih Dávila – urugwajska modelka, miss Urugwaju w 2006 roku[327]
  - Master Hirannaiah – indyjski aktor[328]
  - Red Kelly – kanadyjski hokeista[329]
  - Ali Mroudjaé – komoryjski polityk, minister spraw zagranicznych, premier Komorów w latach 1982–1984[330]
  - Alojzy Wojciechowski – polski wojskowy, wojewoda radomski (1981–1990)[331]
  - Ilinca Tomoroveanu – rumuńska aktorka[332]
  - Juan Vicente Torrealba – wenezuelski kompozytor[333]
- 1 maja
  - Dinko Dermendżiew – bułgarski piłkarz[334]
  - Igor Drozd-Duszyński – ukraiński i polski malarz[335]
  - Aleksander Franta – polski architekt[336]
  - Marian Małecki – polski modelarz[337]
  - Alessandra Panaro – włoska aktorka[338]
  - Vladimír Poštulka – czeski pisarz i krytyk kulinarny[339]
  - Izabela Skrybant-Dziewiątkowska – polska piosenkarka, wokalistka zespołu Tercet Egzotyczny[340]

data dzienna nieznana
- Emil Barciński – polski działacz samorządowy, burmistrz Szczawna-Zdroju w latach 1990–1998[341][342]
- Hanna Benesz – polska historyczka sztuki[343]
- Eugeniusz Izdebski – polski rzeźbiarz, twórca ludowy[344][345]
- Aslanbek Kekharsaev – czeczeński polityk i działacz emigracyjny[346]
- Andrzej Kołpak-Klewszczyński – polski dziennikarz[347]
- Henryka Komorowska-Głąbczyńska – polska tancerka, choreografka i pedagog[348][349]
- Franciszek Leszczyszyn – polski samorządowiec, Honorowy Obywatel Miasta Piły[350]
- Henryk Waliłko – polski piłkarz i trener[351]
- Wiesław Wolański – polski pilot, sędzia i działacz lotniczy, kawaler orderów[352]